# Loredana Russo
Loredana Russo (Palermo, 7 marzo 1962) è una politica italiana.

## Biografia
Alle elezioni politiche del 2018 è stata eletta senatrice del Movimento 5 Stelle. Dal 2018 è vicepresidente dell’intergruppo parlamentare per i diritti degli animali.
Il 22 giugno abbandona il Movimento iscrivendosi a Insieme per il futuro, soggetto nato da una scissione guidata dal ministro Luigi Di Maio.